# ブーメラン効果
ブーメラン効果（ブーメランこうか、英語: boomerang effect）とは、物事の結果がブーメランの飛行軌道のようにその行為をした者自身に主に負の効果をもたらす現象のこと。また、ブーメランのように、一度離れたはずの出発点に戻ってきてしまう現象のこと。本来ならばブーメランが手元に戻ってくることは利点であるが、この場合は投げた自分が受け損なったブーメランの打撃を受けてしまうという連想から来ている。過去の発言と矛盾した言動をしていることが発覚した人物に対しても使われる。
ここで言うブーメランとは一般的に連想される手元に戻る機能を持ったものを示している。ブーメランの戻る機能は一部の十分条件であり、必須条件ではない。

## 用法
- 経済学で、発展途上国に移転した生産技術が、それを供与した先進国の市場を脅かす結果となる現象[1][6][7]。
- 心理学で、説得者が被説得者の態度・意見と同じことを主張した時に、被説得者が説得者の説得方向とは逆方向に自らの態度・意見を変化させる現象[6]。個人対個人の説得のみならず、マスメディアや企業、政治団体などが大衆を説得する時にも生じる。
- 刑法学で、誤想防衛などの処理において、一旦構成要件段階で認められた故意が責任段階で阻却され、さらに過失犯を構成要件から検討することになる現象。

## 経済学におけるブーメラン効果
先進工業国が持つ生産技術などを、市場の拡大や他市場への参入などの目的で発展途上国に移転することがある。生産技術が確立されると生産が拡大され、やがてもともと技術を持っていた先進工業国への輸出が増大して、自国製品と競合することとなる。発展途上国の輸出品は低賃金といった地の利を生かしてシェアを伸ばし、もともと技術を持っていた企業などから見れば「市場を脅かす存在」となってしまう。
篠原三代平が提唱した言葉。実例として、命名のきっかけとなったのが、1972年から1973年の間に起こった日本の繊維製品輸入の急増である。日本企業が、低賃金で収益性の高い東南アジア諸国に技術を供与し、現地企業や合弁会社などを設立して生産を増やした結果、1年間に日本の繊維製品輸入量は3倍以上に激増した。篠原は、アジア中進国の発展が日本に及ぼす輸出拡大効果を「正のブーメラン効果」と呼び、追い上げ脅威論といった「負のブーメラン効果」と比較して勝るとも劣らないと指摘している。
近年でも多数の例が見られる。日本では家電製品や繊維製品などで顕著であり、繊維製品については日本製品のシェアが著しく低下し、輸入品が大半を占めることとなった。

## 心理学におけるブーメラン効果
当初、アメリカの社会心理学においては、被説得者の態度変化が説得者に反映して説得者の態度が変化するという意味に用いられていた。今日、世界中の社会心理学においては、説得者がコミュニケーションによってほかの人物を説得しようとするとき、説得をすることによって、説得される側が説得者の説得意図とは逆の方向に意見を変えてしまう現象の意味に用いられている。榊博文の、さまざまに条件を変えた一連の実験的研究、及びドイツという西洋文化における研究においても、コミュニケーション・ディスクレパンシーがほとんどない時、すなわち説得者の態度・意見と被説得者の態度・意見とがほとんど同じ時に、この現象が生じるという。また、社会的問題・現象においても、例えばマスメディアや政治家が大衆を説得する時にも、大衆が考えていることと同じことを主張すると、大衆はブーメラン効果を起こすことがある。榊博文は、説得者が被説得者の態度・意見と同じことを主張した時に、被説得者がブーメラン効果を起こす現象に疑問を持ち、この現象を説明するために「認知の陰陽理論 Yin and Yang Theory of Cognition 」を構築した。また、ブーメラン効果が生じない社会的問題・現象も、この理論で説明している。
また、説得される側が、説得する側を信用していないときにも生じうる。
情報操作においては、国家権力などがブーメラン効果を利用して、国民を操作することも可能である。

## 刑法学におけるブーメラン現象
故意または過失を構成要件要素とする日本刑法学の通説を前提とする場合に発生するとされる問題。
故意犯が成立しないとなった後に、過失犯の検討に移ることになる現象を意味する。
誤想防衛の場合には、行為者は違法性阻却事由該当事実があると認識しているから、故意が阻却され、故意犯が成立しない（通説）。ここで、誤想したことについて過失がある場合、過失犯を処罰する規定が当該罪に存在するときには、過失犯が成立する（たとえば殺人の故意が阻却されたあとの過失致死）。このとき、一旦構成要件段階で故意（構成要件的故意）があることが認められたはずなのに、行為者の責任を検討する段階で故意（責任故意）が阻却され、次に再び過失行為として構成要件該当性を検討することになってしまう。そのため、そもそも構成要件の段階で故意犯と過失犯を特徴づけてそれぞれ限定すること自体に疑問が呈されることになる。

## インターネットスラング・メディア報道におけるブーメラン
- 以前に何かの失言やスキャンダル追及など他人を批判して支持や注目を得ていた人物に対して、その後にそれと同等かそれ以上のスキャンダルが発言者自身に発覚し、批判を仕掛けていた側が苦境に陥ることを意味する造語（インターネットスラング）。特に批判者が批判していた言動そのものをしていたことが、後に発覚した際に用いられる[2][3][5][4][出典無効]。
- 以前に批判・非難した発言がそのまま発言者にも当てはまっていたことが発覚後に、第三者から「お前も同じ事をやっているじゃないか」と咎めとして用いられる際にも用いられるスラング[10][出典無効]。
- なお、武器としてのブーメランは相手に命中すると戻ってこないが、インターネットスラングでは相手に命中した上で戻ってくることを指す[要出典]。

### 例
- 2007年1月に民主党出身の角田義一参院副議長に対して、2001年7月第19回参議院議員通常選挙における献金疑惑が発覚した[11]。産経新聞は、かつて角田が自民党出身議長秘書の疑惑を追及していたことをあげて、インターネットではブーメランと呼ばれていると報じた[11]。
- 東京新聞は2021年に「脱批判」の泉健太新代表体制が発足すると、枝野代表時代の立憲民主党は「批判する政党」のイメージが強かったとし、民主党時代から議員による自民党や日本政府のスキャンダル追及が自身に返ってくる「ブーメラン現象」も相次いだことを報道している。例として、2004年に国民年金の保険料未納が判明した麻生太郎、石破茂、中川昭一ら自民党議員3人を「未納三兄弟」と批判した菅直人民主党代表自らに未納疑惑が浮上したことをあげている[12]。
- 自民党の選挙前に公表した総合政策集では2月22日の竹島の日に政府主催で式典を開催すると明記し、演説で安倍晋三は「自民党はできることしか書いていない」と訴えた[13]。しかし、総理大臣に就任した安倍は2013年2月25日に朴槿恵韓国大統領の就任式が開催されることを考慮し、式典開催に慎重な姿勢を見せた。このことから「ブーメラン現象が自民党政権にも降りかかってくるのではないか。そんな疑念さえ抱かせる」と指摘されている[14]。
- 新党日本の田中康夫代表が記者会見で、仙谷由人官房長官が柳田稔法相に厳重注意したことに関し「仙谷氏に厳重注意をする人は誰なのかというブーメランにならないことを願っている」と発言した[15]。
- 2021年に菅義偉首相の新型コロナ対応をめぐり、野党時代の2011年東日本大震災の対応を巡った国会会期延長をしぶる民主党政権への「被災地の状況を考えると、国会をこの状態で閉じるなどとんでもないことです。」との発言はブーメランだったと朝日新聞に批判された[16]。
- 立憲民主党は雇用調整助成金（雇調金）を自民党議員の政党支部が受給していた問題を追及していたが、立憲民主党の政党支部でも2021年12月14日「小学校休業等対応助成金」を受け取っていたことが発覚したため、「新体制でもブーメラン体質が未解消状態」と指摘された[17]。
- 2022年2月に立憲民主党、国民民主党、日本維新の会での三党の野党枠組みによる国対委員長代理級の会合に合意したことを、日本共産党外しと批判を受けた立憲民主党が一夜で撤回したことについて、日本維新の会や国民民主党は、立民への不信感を募らせた。立新型コロナウイルス対策などで方針転換を繰り返す岸田文雄首相へ、立民の小川淳也政調会長が「朝令暮改」批判していたため、維新関係者は「立民こそ朝令暮改だ。お家芸の『ブーメラン』が立民に突き刺さった」と述べている[18]。
- 統一教会と関連のある議員を批判していた辻元清美議員が、2022年9月末に自身も与党時代の2012年に関連団体の勉強会に秘書と共に参加し、費用を支払っていたことが判明した。「統一教会関連団体だと認識が無かった」と弁明しているためにブーメランだと評された[10]。2022年9月27日日本維新の会の馬場代表は、旧統一教会との関連があった立憲民主党の辻元清美参院議員を「あの人はブーメランのプロ。またかと」と評している[19]。